# Audi e-tron quattro concept
Le Audi e-tron quattro est un concept car de SUV électrique du constructeur allemand Audi dont les première images ont été dévoilées en août 2015 et qui est présenté officiellement au salon de l'automobile de Francfort 2015.

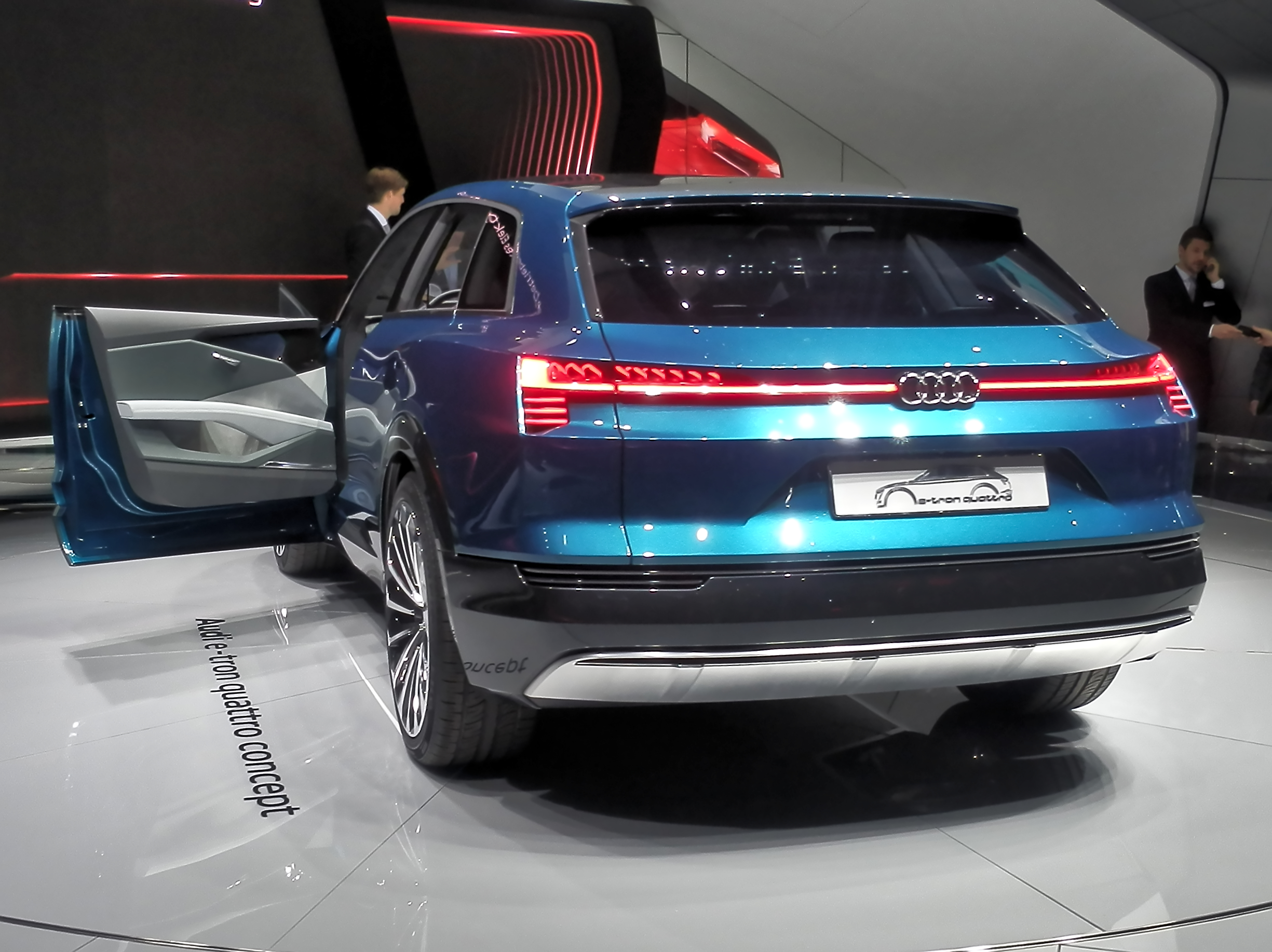
vue arrière

D'après les premières informations données par le constructeur, il est mû par trois moteurs électriques (un sur l'essieu avant et les deux autres sur l'essieu arrière) ainsi que par une batterie lithium-ion de 95 kW ce qui lui confère une autonomie de 500 kilomètres.
Son intérieur sera garni de technologies tactiles et d'un éclairage OLED. Ses dimensions se situent entre celles du Q5 et du Q7. Il préfigure l'Audi e-tron Quattro commercialisé début 2019.